# تی اشبای هموند
تی اشبای هموند (انگلیسی: Taye Ashby-Hammond؛ زادهٔ ۲۱ مارس ۱۹۹۹) بازیکن فوتبال است.
وی همچنین در تیم‌های ملی فوتبال زیر ۱۶ سال انگلستان و زیر ۱۷ سال انگلستان بازی کرده‌است.